# Krapinske Toplice
Krapinske Toplice je lázeňská vesnice a správní středisko stejnojmenné opčiny v Chorvatsku v Krapinsko-zagorské župě. Nachází se asi 9 km jihozápadně od Krapiny. V roce 2011 žilo v Krapinských Toplicích 1 295 obyvatel, v celé opčině pak 5 367 obyvatel.
Součástí opčiny je celkem 17 trvale obydlených vesnic. Dříve byla součástí opčiny i vesnice Gornje Vino a vesnice Selno se kdysi dělila na vesnice Selno Donje a Selno Gornje.
- Čret – 571 obyvatel
- Donje Vino – 123 obyvatel
- Gregurovec – 131 obyvatel
- Hršak Breg – 150 obyvatel
- Jasenovac Zagorski – 72 obyvatel
- Jurjevec – 154 obyvatel
- Klokovec – 755 obyvatel
- Klupci – 119 obyvatel
- Krapinske Toplice – 1 295 obyvatel
- Lovreća Sela – 209 obyvatel
- Mala Erpenja – 606 obyvatel
- Maturovec – 84 obyvatel
- Oratje – 170 obyvatel
- Selno – 395 obyvatel
- Slivonja Jarek – 96 obyvatel
- Viča Sela – 189 obyvatel
- Vrtnjakovec – 248 obyvatel

Opčinou prochází státní silnice D507 a župní silnice Ž2119 a Ž2155. Protéká zde potok Kosteljina, který se vlévá do potoka Horvatska a ten je pravostranným přítokem Krapiny.